# Goa (muziekstijl)
Goa of Goa-Trance is een muziekstijl die eind jaren tachtig en begin jaren negentig is ontstaan in de Indiase staat Goa. Vandaag worden de namen Goa-trance & Psychedelic trance vaak door elkaar gebruikt, wat eigenlijk onterecht is. Psychedelic trance is de overkoepelende naam voor alle Trance (muziek)-genres die psychedelische elementen in zich heeft. Ook Full On, Forest, Dark, Progressive, Psychedelic Ambient (of kortweg Psybient) en natuurlijk Goa-Trance vallen hieronder.
Goa-Trance (soms wordt dit ook "old school" genoemd) is elektronische dansmuziek, met een duidelijk 4/4 ritme waarvan het tempo meestal tussen de 140 en 150 beats per minuut ligt. In het algemeen duren goanummers zo'n zeven tot tien minuten. De nummers proberen geleidelijk aan de energie op te bouwen door middel van veranderingen in de percussiepatronen en steeds meer gecompliceerde en gelaagde synthesizergeluiden, melodieën en harmonieën, om zo een hypnotisch, euforisch en intens gevoel te creëren.
Het verschil tussen Goa en de andere Psychedelic Trance genres, is de nadruk op melodie.
Zoals al eerder gezegd is deze muziek ontstaan op de stranden van de Indiase deelstaat Goa. Ze werd in de jaren zestig en zeventig een populaire bestemming onder hippies. In de jaren tachtig werd ze weer populair door de oudere, nu rijkere hippies die de oude hippieroutes uit de jaren zestig wilden herbeleven, en de 'gewone' toerist volgde. Goa wordt dan ook weleens moderne 'hippiemuziek' genoemd.
Door dit fenomeen werd deze muziekstijl al snel als een subcultuur verspreid over de wereld. Deze muziek kende vooral in de jaren 90 een grote populariteit in Israel en Europa. Maar ook Japan, Australië, Zuid-Afrika en Brazilië dansten toen al mee op Goa-trance. Ondanks de populariteit bleef het undergroundlabel wel behouden. Vooral de link naar (psychedelische) drugs en de opmerkelijke danslocaties en -gewoontes zorgden hiervoor. Deze dansfeesten hadden vaak een lengte van twaalf uur of langer. Vaak worden deze feesten gehouden in verlaten forten, op het strand of op zogenaamde geheime locaties. Door middel van flyers en meetingpoints (plaats van waar men naar de danslocatie vertrekt) kan men tot op deze locatie geraken.
De locaties zijn vaak versierd door middel van blacklights, videoprojectoren en doeken en versieringen die reageren op het blacklight. Deze dragen bij aan de aparte sfeer die op deze party's heerst. Het valt dan ook op dat er hier zeer weinig gebruik wordt gemaakt van moderne lichtapparatuur, wel gebruikt maar eerder uitzondering dan regel. Dit om de kostprijs zo laag mogelijk te houden en ook wordt dit gezien als verwijzing naar de hippietijd. Ook de kledingstijl van vele bezoekers gaat terug naar de hippies, vooral met kleuren die reageren op het blacklight.
De muziek leidt samen met de veelal gebruikelijke psychedelica bij tot een esoterische sfeer die kenmerkend is voor goafeestjes. Enkele veelgebruikte drugs zijn MDMA, 2C-B, peyote, paddo's, DMT en LSD.

## Goa-Trance in België
België heeft sinds het midden van de jaren 2000 een speciale plaats in de international Goa-trance scene. In het begin van de jaren 2000 was Goa-Trance bijna uitgestorven. Andere Psychedelic Trance genres namen over en de nadruk op melodie werd losgelaten. Slechts enkele groepen en labels bleven de traditionele Goa-Trance produceren. Dit resulteerde in 2004 in de oprichting van het Belgische muzieklabel Suntrip Records. Dit is vandaag de wereldleider als het gaat over moderne Goa-Trance. Nadien volgden nog andere Belgische Goa-Trance labels zoals Dimensional Records, Sita Records, Cronomi Records en Lost in Time Records.
Onder invloed van Suntrip Records en zijn eigenaar, Dj Anoebis bleef Goa-Trance floreren in België tot de dag van vandaag en zijn er artiesten die een internationale faam bezitten. Live acts & dj's zoals Triquetra, Agneton, Anoebis en Antares hebben een Belgische thuisbasis maar spelen over heel de wereld.

## Goa-Trance in de rest van de wereld
De in België gestarte wederopstanding van traditionele Goa-Trance kreeg ook internationaal bijklank. In het midden van de jaren 2000 is "old school" goa niet alleen in België populair, ook in Israël schieten de feesten opeens als paddenstoelen uit de grond. De artiest Afgin is hier een van de drijvende krachten achter. De voorbije 5 jaar is de Goa-Trance scene in de wereld heel wat groter geworden. In Portugal, Spanje, Servië en Brazilië kan je nu ook makkelijk een hele nacht dansen op Goa-Trance. De bekendste festivals die zich alleen met deze sound bezig houden zijn ZNA Gathering in Portugal en Apsara Festival in Hongarije.